# French Island (Wisconsin)
French Island es un lugar designado por el censo ubicado en el condado de La Crosse en el estado estadounidense de Wisconsin. En el Censo de 2010 tenía una población de 4207 habitantes y una densidad poblacional de 699,54 personas por km².

## Geografía
French Island se encuentra ubicado en las coordenadas 43°51′35″N 91°15′54″O / 43.85972, -91.26500. Según la Oficina del Censo de los Estados Unidos, French Island tiene una superficie total de 6.01 km², de la cual 4.96 km² corresponden a tierra firme y (17.57%) 1.06 km² es agua.

## Demografía
Según el censo de 2010, había 4207 personas residiendo en French Island. La densidad de población era de 699,54 hab./km². De los 4207 habitantes, French Island estaba compuesto por el 94.82% blancos, el 0.95% eran afroamericanos, el 0.52% eran amerindios, el 2.14% eran asiáticos, el 0.07% eran isleños del Pacífico, el 0.26% eran de otras razas y el 1.24% pertenecían a dos o más razas. Del total de la población el 0.97% eran hispanos o latinos de cualquier raza.